# Sport Clube Marítimo
O Sport Clube Marítimo, mais conhecido como Marítimo Graciosa é um clube de futebol português, localizado na vila de Santa Cruz da Graciosa, na Ilha Graciosa, Arquipélago dos Açores.

## Futebol

### Histórico
|                   | Nº Presenças | Títulos |
| ----------------- | ------------ | ------- |
| Temporadas na 1ª  | 0            |         |
| Temporadas na 2ª  | 0            |         |
| Temporadas na 2ªB | ??           |         |
| Temporadas na 3ª  | ??           |         |
| Taça de Portugal  | ??           |         |
| Taça da Liga      | 0            |         |

## História
O clube foi fundado em 1957 e o seu actual presidente é Elpidio Bettencourt. A equipa de seniores participa na época de 2007-2008, no campeonato da 3º divisão, série Açores.

## Estádio
A equipa disputa os seus jogos caseiros no Complexo Desportivo de Santa Cruz da Graciosa.